# Henry S. Baird
Pour les articles homonymes, voir Baird.
Henry Baird est né le 16 mai 1800 à Dublin en Irlande. Sa famille s'installa à Pittsburgh en 1805.
Il épousa Elizabeth Therese Fisher (né à Prairie du Chien) le 12 août 1824. Ils eurent 4 enfants, Eliza A., Emilie Virginia, Elinor, et Louise Sophie.
Il devint en décembre 1836, grâce au gouverneur Henry Dodge, Avocat Général du territoire et il occupa ce poste jusqu'en 1839. Il devint maire de Green Bay en 1861 et fut réélu en 1862.
Baird est mort le 30 avril 1875.